# 伯兹维尔欧普兰
伯兹维尔欧普兰（法語：Beuzeville-au-Plain，法語發音：[bøzvil o plɛ̃]）是法国芒什省的一个旧市镇，属于瑟堡区。2016年，伯兹维尔欧普兰与市镇圣梅尔埃格利斯、谢夫迪蓬、埃科克内欧维尔和富卡尔维尔合并为新的圣梅尔埃格利斯。

## 地理
伯兹维尔欧普兰（49°25'50"N, 1°17'10"W）面积2.04 平方千米，位于法国诺曼底大区芒什省，该省份为法国西北部沿海省份，西、北、东北三面环大西洋，东起顺时针与卡爾瓦多斯省、奧恩省、马耶讷省和伊勒-维莱讷省接壤。
与伯兹维尔欧普兰接壤的市镇（或旧市镇、城区）包括：拉沃诺维尔、富卡尔维尔、圣日耳曼德瓦尔维尔、圣梅尔埃格利斯、蒂尔克维尔。

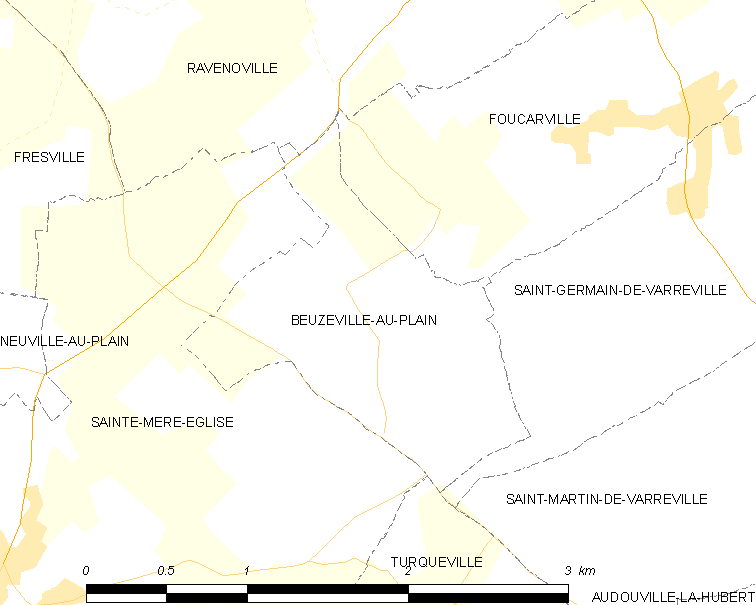
伯兹维尔欧普兰的OSM定位图

伯兹维尔欧普兰的时区为UTC+01:00、UTC+02:00（夏令时）。

## 行政
伯兹维尔欧普兰的邮政编码为50480，INSEE市镇编码为50051。

## 政治
伯兹维尔欧普兰所属的省级选区为卡朗唐莱马赖县。

## 人口

1962-2008年间伯兹维尔欧普兰人口变化图示

伯兹维尔欧普兰于2018年1月1日时的人口数量为47人。